# 55e cérémonie des New York Film Critics Circle Awards
La 55e cérémonie des New York Film Critics Circle Awards, décernés par le New York Film Critics Circle, a eu lieu le 14 janvier 1990, et a récompensé les films réalisés l'année précédente.

## Palmarès

### Meilleur film
- My Left Foot
  - Ennemies, une histoire d'amour (Enemies: A Love Story)
  - Susie et les Baker Boys (The Fabulous Baker Boys)
  - Né un 4 juillet (Born on the Fourth of July)
  - Do the Right Thing

### Meilleur réalisateur
- Paul Mazursky pour Ennemies, une histoire d'amour (Enemies: A Love Story)
  - Brian De Palma pour Outrages (Casualties of War)
  - Bruce Beresford pour Miss Daisy et son chauffeur (Driving Miss Daisy)

### Meilleur acteur
- Daniel Day-Lewis pour My Left Foot
  - Tom Cruise pour Né un 4 juillet (Born on the Fourth of July)
  - Morgan Freeman pour Miss Daisy et son chauffeur (Driving Miss Daisy)

### Meilleure actrice
- Michelle Pfeiffer pour Susie et les Baker Boys (The Fabulous Baker Boys)
  - Jessica Tandy pour Miss Daisy et son chauffeur (Driving Miss Daisy)
  - Andie MacDowell pour Sexe, Mensonges et Vidéo (Sex, Lies, and Videotape)

### Meilleur acteur dans un second rôle
- Alan Alda pour Crimes et Délits (Crimes and Misdemeanors)
  - Denzel Washington pour Glory
  - Marlon Brando pour Une saison blanche et sèche (A Dry White Season)

### Meilleure actrice dans un second rôle
- Lena Olin pour Ennemies, une histoire d'amour (Enemies: A Love Story)
  - Brenda Fricker pour dans My Left Foot
  - Laura San Giacomo pour Sexe, Mensonges et Vidéo (Sex, Lies, and Videotape)

### Meilleur scénario
- Drugstore Cowboy – Gus Van Sant et Daniel Yost
  - Sexe, Mensonges et Vidéo (Sex, Lies, and Videotape) – Steven Soderbergh
  - Susie et les Baker Boys (The Fabulous Baker Boys) – Steve Kloves
  - Do the Right Thing – Spike Lee

### Meilleure photographie
- Do the Right Thing – Ernest R. Dickerson
  - Susie et les Baker Boys (The Fabulous Baker Boys) – Michael Ballhaus
  - Let's Get Lost (The Cook, the Thief, His Wife and Her Lover) – Jeff Preiss

### Meilleur film en langue étrangère
- Une affaire de femmes •  France
  - Chocolat •  France
  - Camille Claudel •  France

### Meilleur nouveau réalisateur
- Kenneth Branagh pour Henry V
  - Steven Kloves pour Susie et les Baker Boys (The Fabulous Baker Boys)
  - Jim Sheridan pour My Left Foot